# 駒沢給水所
駒沢給水所（こまざわきゅうすいじょ）は、東京都世田谷区弦巻にある東京都水道局の給水施設。旧渋谷町町営の給水所として使われていた。敷地内には、2002年12月に世田谷区の第一回地域風景資産に選定された駒沢給水塔がある。
独特の意匠と、街のシンボルとして地域住民に愛されていることが評価され、平成24年度の公益社団法人・土木学会の土木学会選奨土木遺産に選ばれた。
せたがや百景や東京水道名所にも選定されている。

## 概要
人口の急増する渋谷町は1917年(大正6年)、東京市の水道事業推進の重鎮であった東京帝国大学の中島鋭治博士に町営上水道敷設計画を依頼した。計画は多摩川河畔に取水所（砧下浄水所）を設け駒沢の給水所まで送水し、ポンプの力で給水塔に押し上げた後、重力で渋谷町へ送水するというものであった。砧下浄水所から駒沢の給水所に水を送るため、岡本八幡神社境内(現岡本公園民家園内)の地下に水道専用トンネルが作られた。水道専用トンネルは岡本隧道と呼ばれた。1921年（大正10年）5月に着工し、関東大震災を挟み1924年（大正13年）3月に全工事が完了した。
年に数度、壁面装飾先端部のライトが点灯される。

## 給水場
給水場（現在は給水所）は東京府荏原郡駒澤町字弦巻に作られた。場内に2基の配水塔を設け貯水している。その水位は電動水位計により常に給水場事務所に表示している。配水本管は場内配管末端より伸び遠く渋谷町まで続いている。その起点にベンチュリーメーターを配置し給水量及び水位を記録している。
場内には事務所1棟、公舎3棟を設け、将来さらに配水塔1基増設のための敷地も確保している。ただし、1999年には全ての給水機能を停止している。

## 配水塔
配水塔（給水塔）は内径13.937メートル、高さ22.72メートルあり、塔内に浄水を貯め、その有効水深は18.18メートル、満水面は標高64.733メートルになる。1基の容量は2775立方メートルのものが2基あり、平均6時間分給水量がある。
自体は鉄筋コンクリートにて建設され、1基につき鉄材160トン、コンクリート1728立方メートルを使用、基礎に使用した杭の数は474本である。1号塔前の円形地にはペンギンの口ばしから水を出す噴水が作られた。

## 電動水位計
塔内に浮きを浮かべ、水位の変化にともない上下するその動きを弱電流装置によって計測し、給水場事務所に備えた表示機に接続し、常にその水位を表示している。
また、水位が18.18メートルに上昇したとき、あるいは、3メートルに下降したときには、自動的に電器ベルを鳴らす。本機は英国バランタイン社製造の特製のものである。日本国内ではじめての使用である。

## 場内配管
塔内引き入れ配管は内径500ミリで送水配管に繋がっている。配水塔の基部を貫き、塔の中央に直立し、底部より12.12メートルの高さに開口し、送水を塔内に放流している。引き出し管は内径550ミリであり、塔の底部に口を開き一端は600ミリ配水本管につながっていて、塔内排水に使用している。

## ベンチュリーメーター
配水量を計測するために給水場内の本管にベンチュリーメーターを設置している。英国ジョージ・ケント社製1912年式A型である。

## ギャラリー

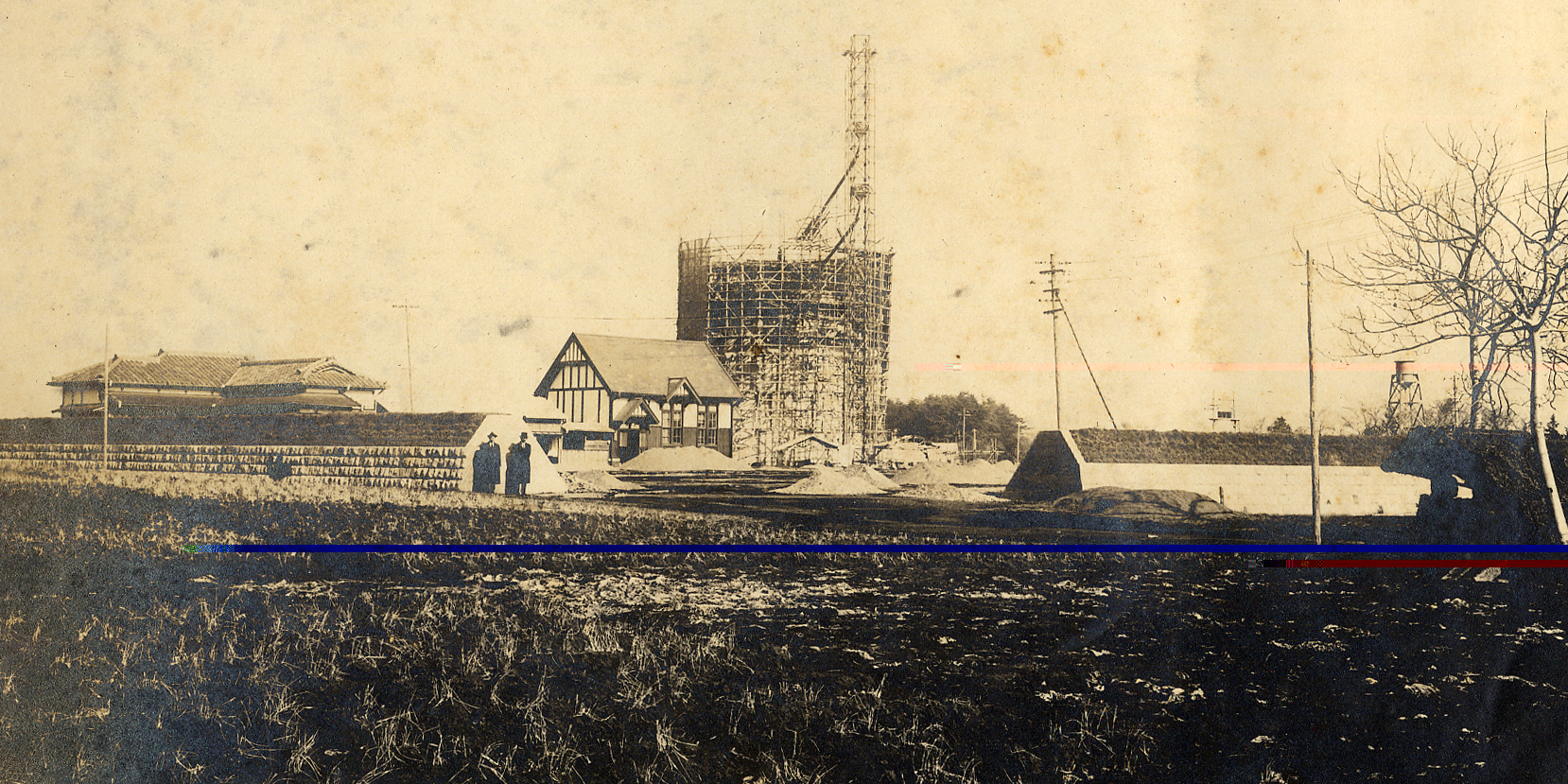
給水塔 工事中
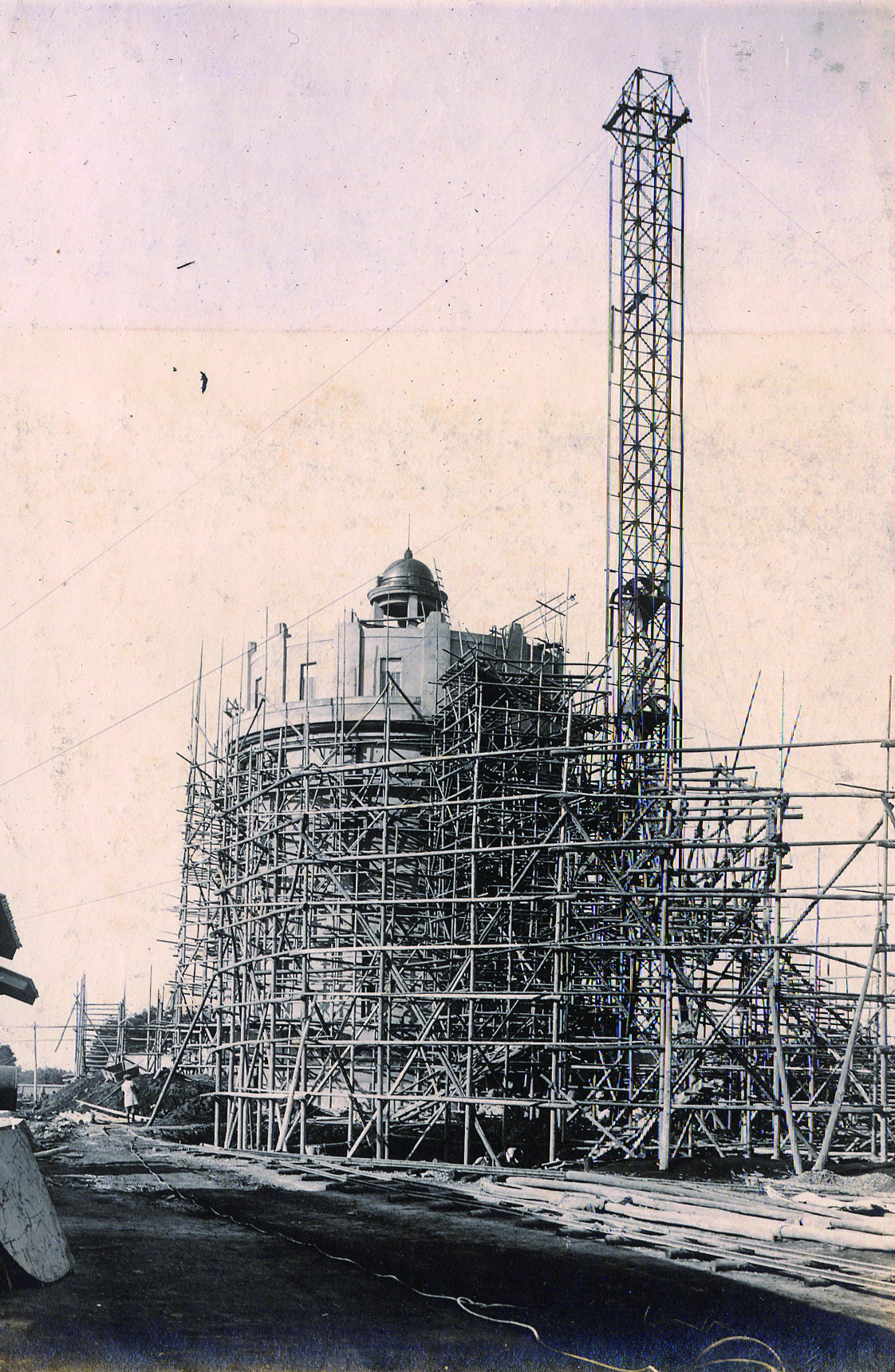
給水塔 工事中
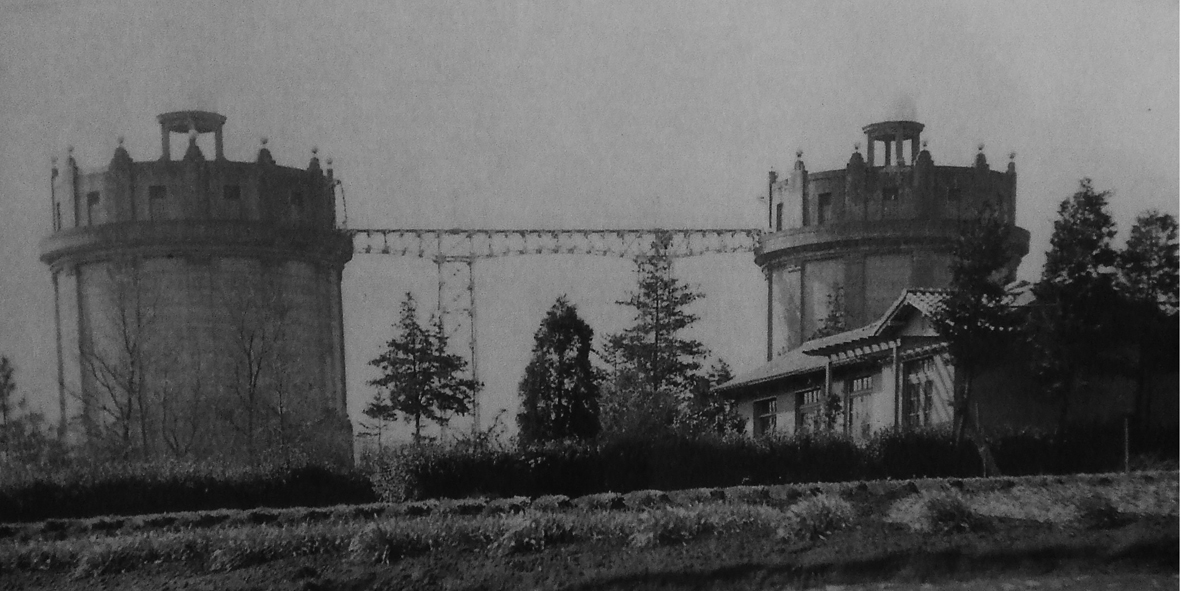
給水塔 竣工直後
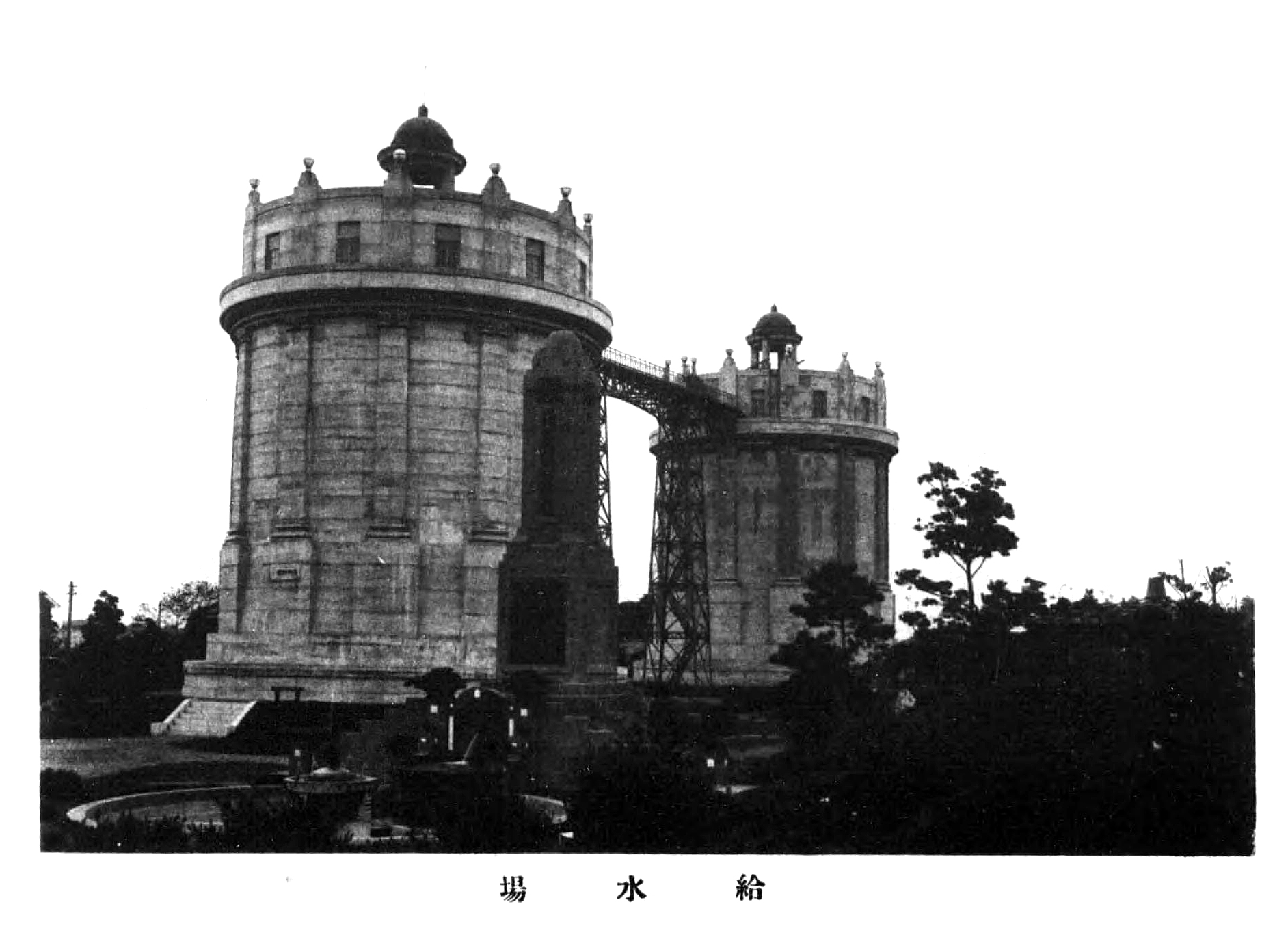
給水塔 昭和2年
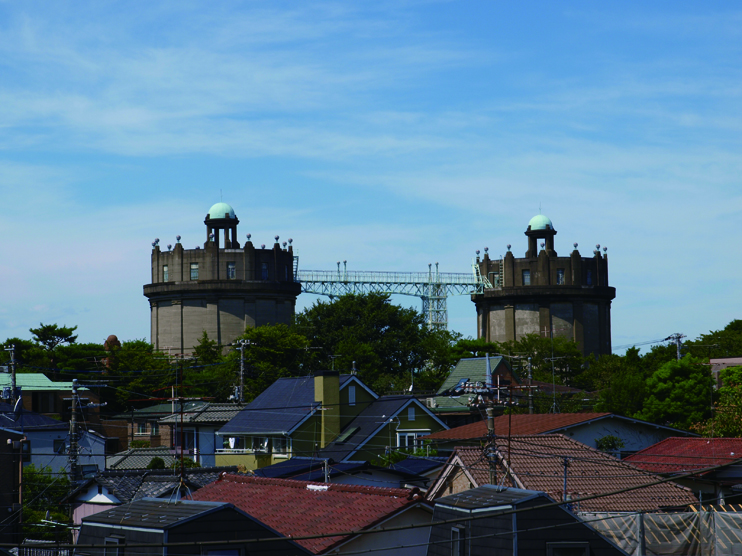
駒沢給水塔 遠景
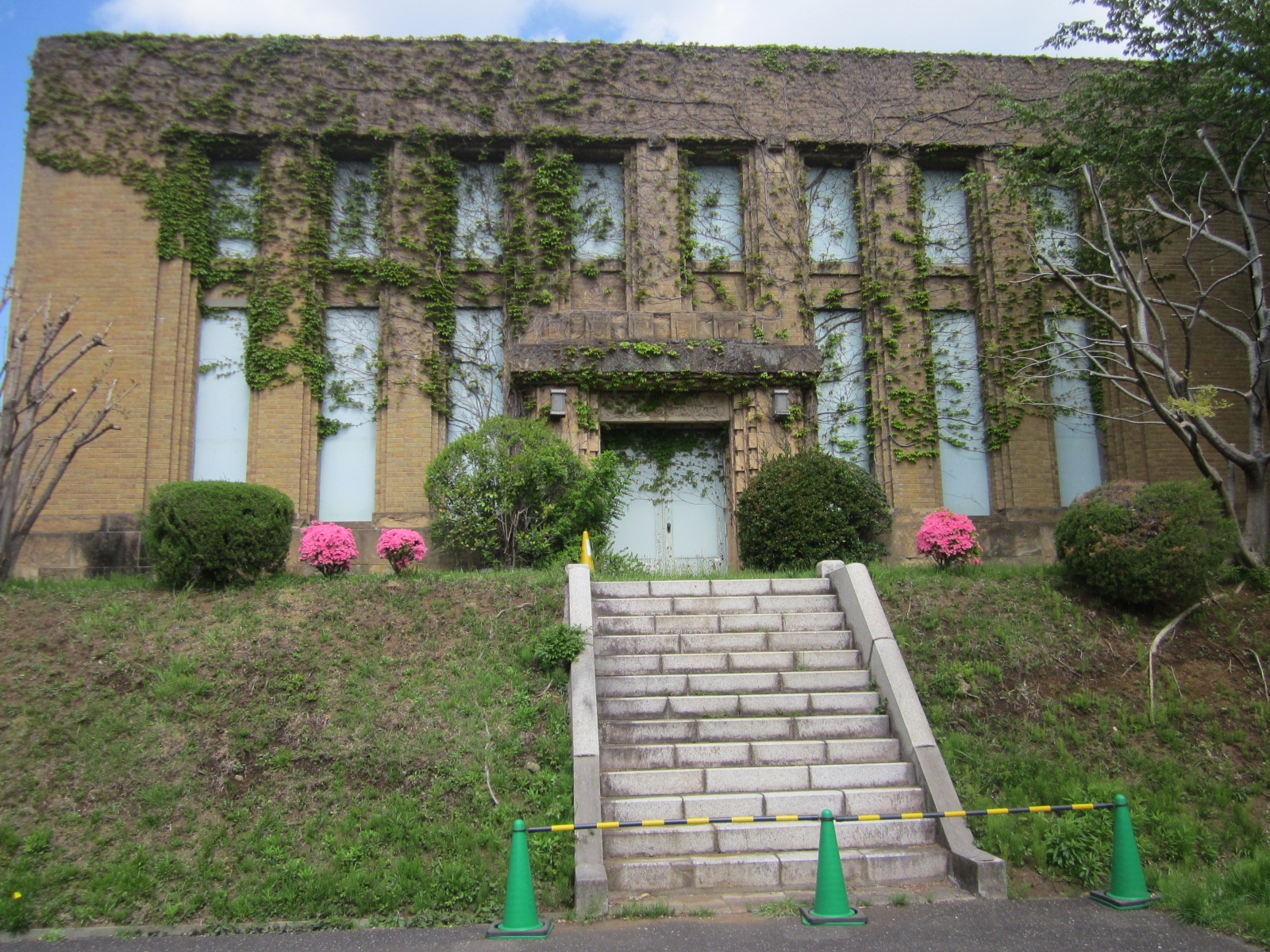
ポンプ建屋
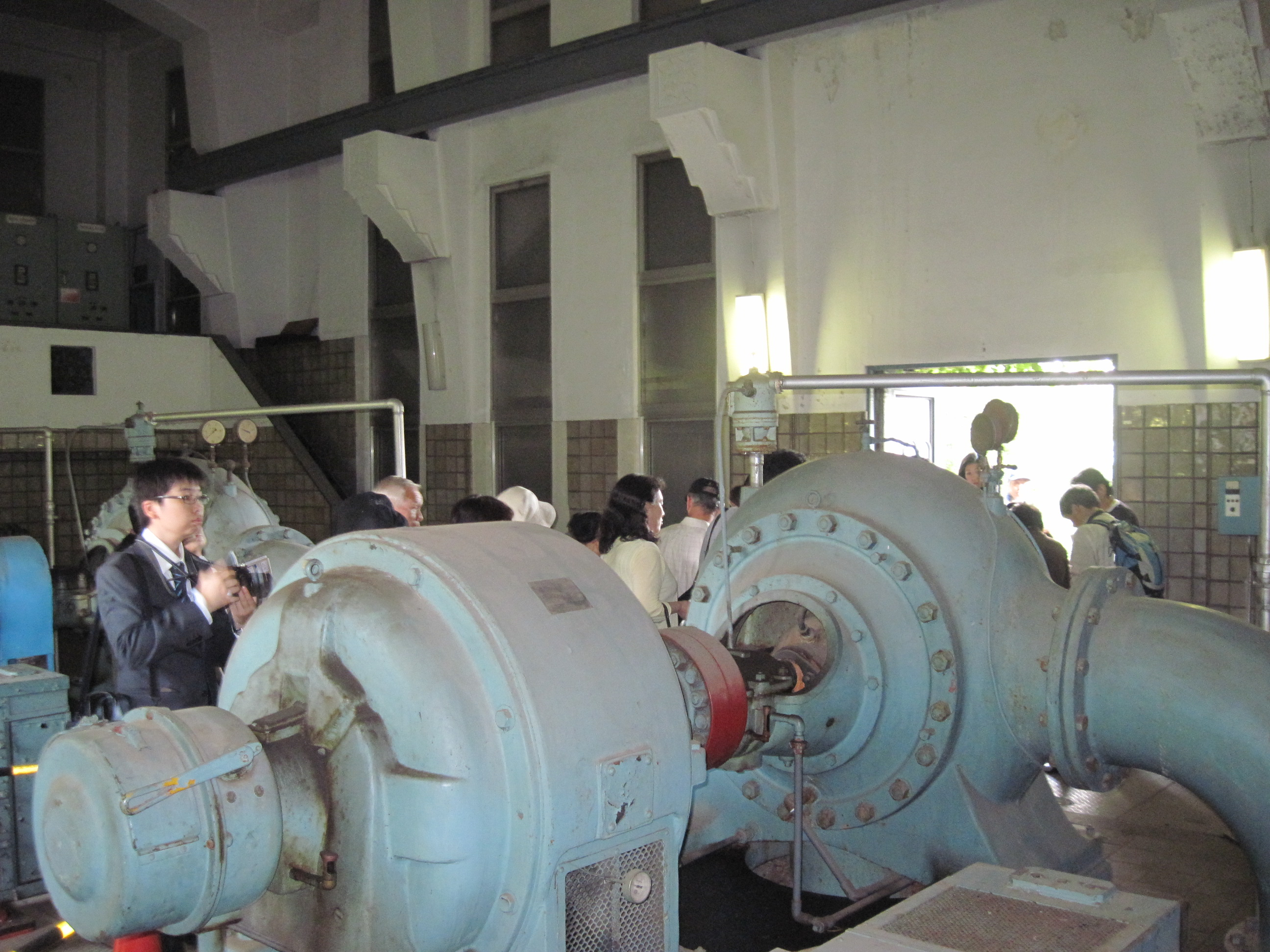
配水ポンプ
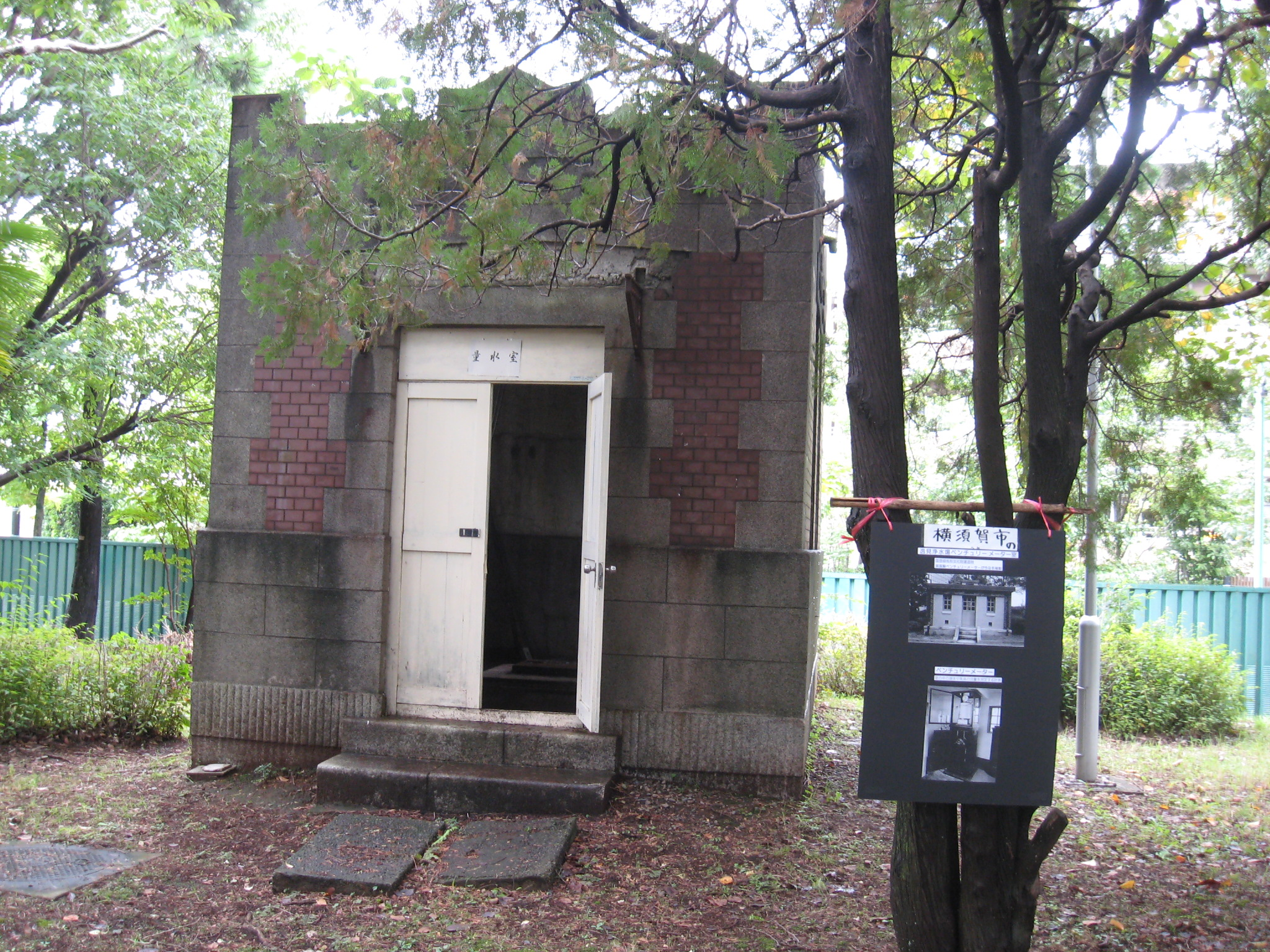
ベンチュリーメータ建屋
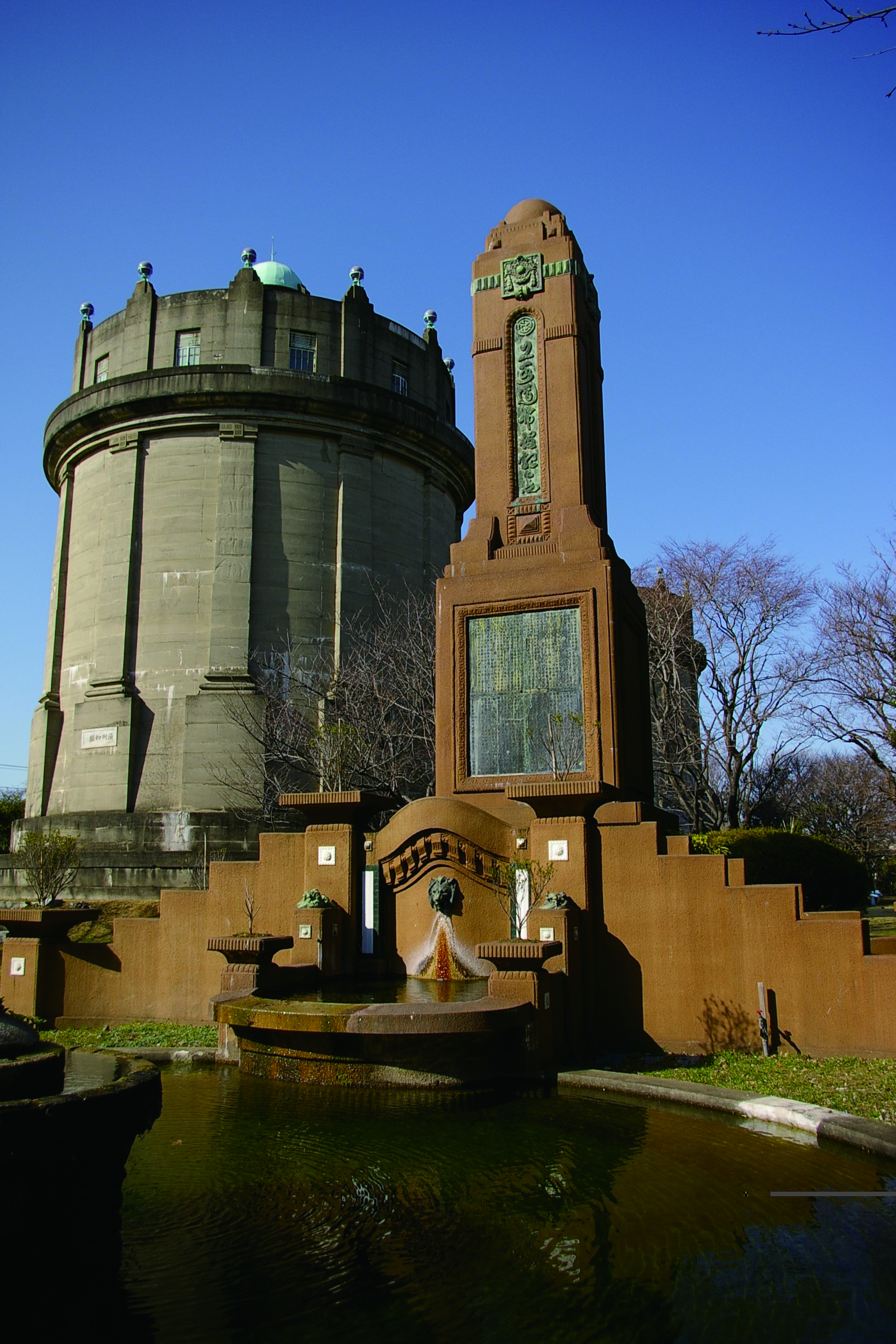
建設記念碑
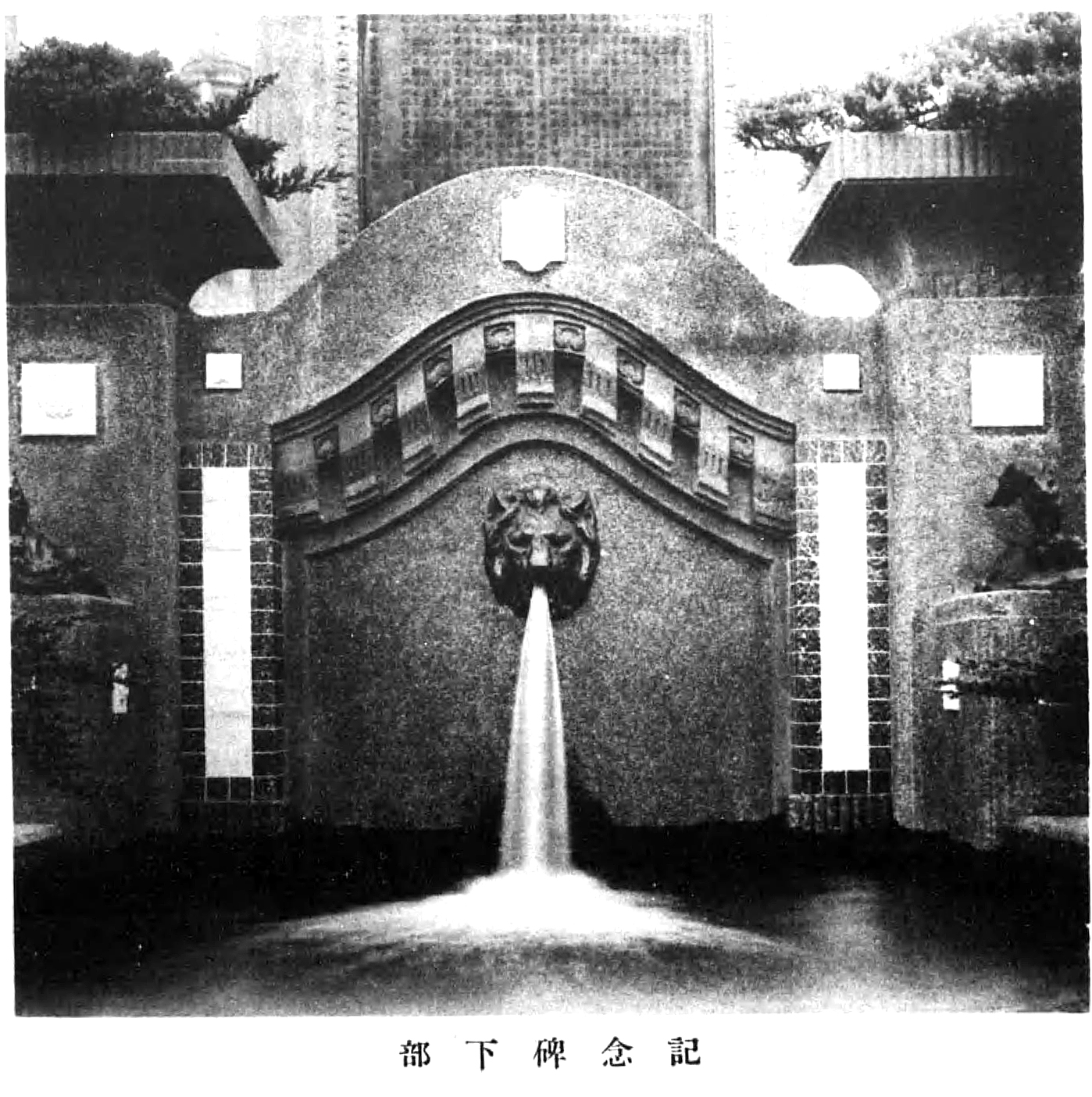
建設記念碑下部 昭和2年
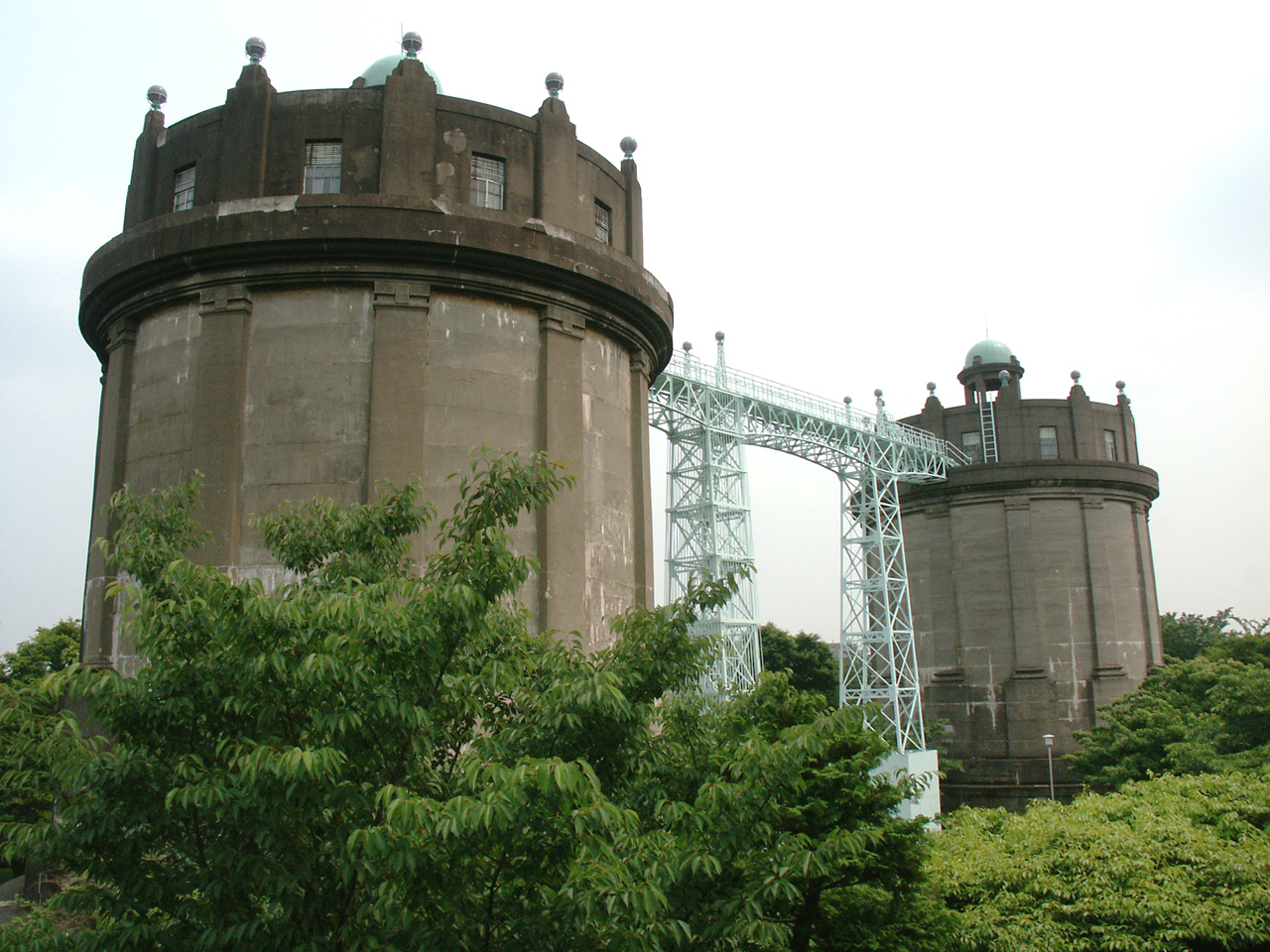
駒沢給水塔 全景
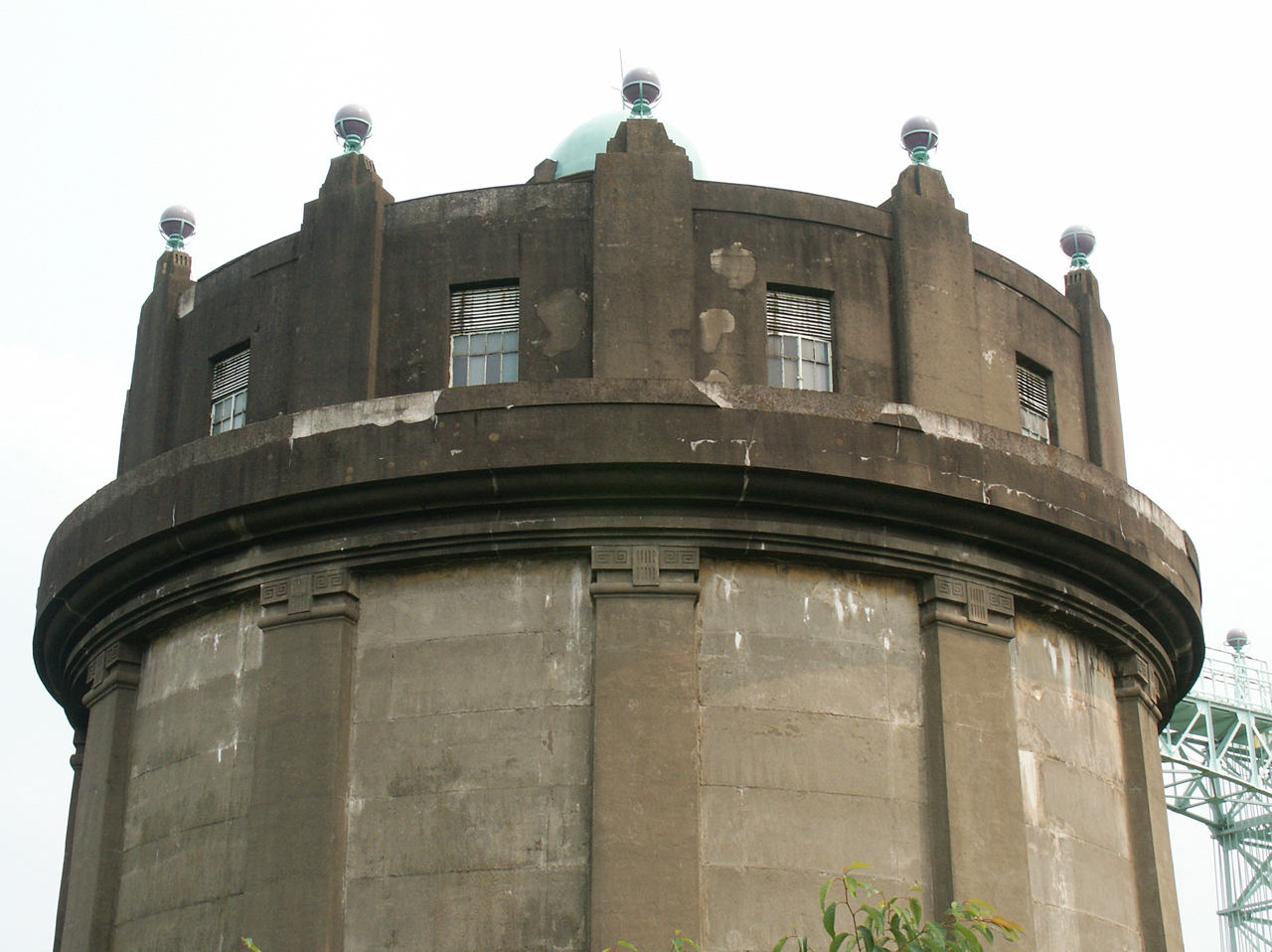
駒沢給水塔 壁面装飾
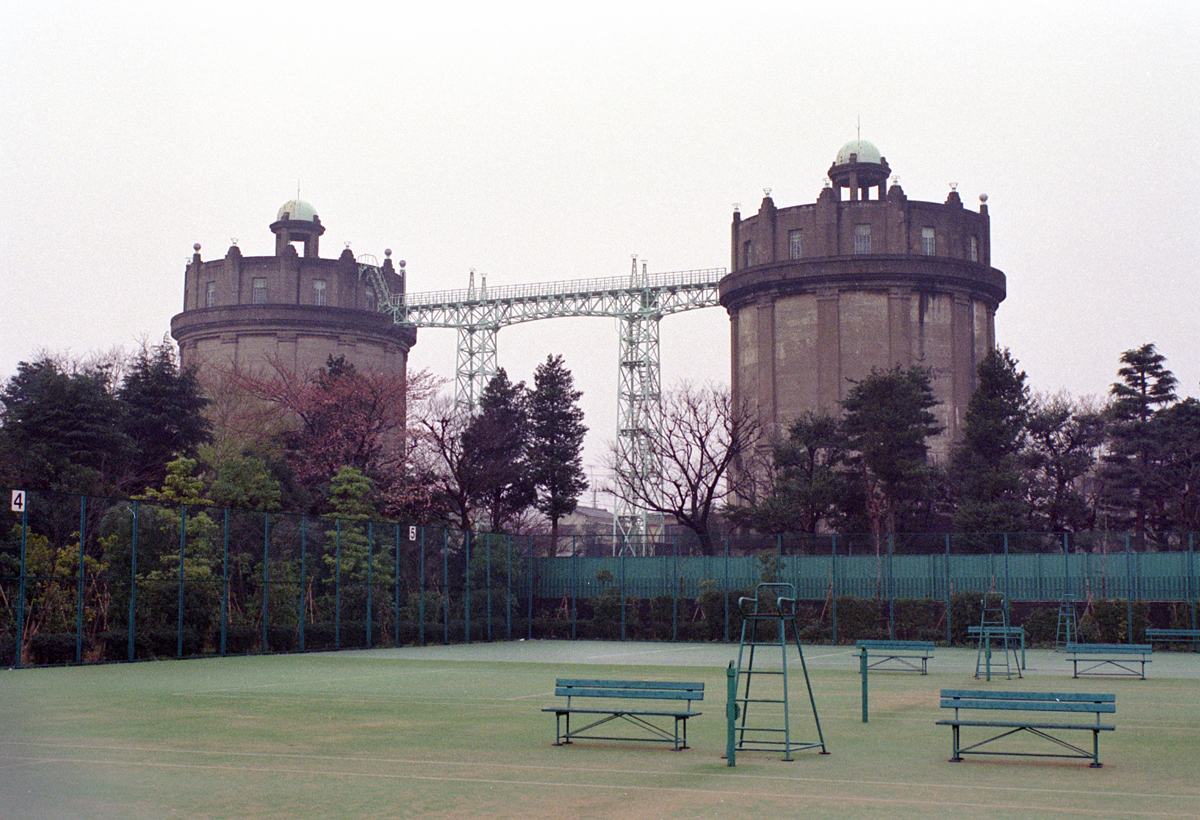
給水塔全景（1992年3月撮影）